# Sydney International 1998
Il Sydney International 1998 è stato un torneo di tennis giocato sul cemento.
È stata la 106ª edizione del Torneo di Sydney, che fa parte della categoria International Series nell'ambito dell'ATP Tour 1998 edella categoria Tier II nell'ambito del WTA Tour 1998.
Sia il torneo maschile che quello femminile si sono giocati al NSW Tennis Centre di Sydney in Australia,
dall'11 al 17 gennaio 1998.

## Campioni

### Singolare maschile
Karol Kučera ha battuto in finale  Tim Henman con il punteggio di 7–5, 6–4.

### Singolare femminile
Arantxa Sánchez-Vicario ha battuto in finale  Venus Williams con il punteggio di 6–1, 6–3.

### Doppio maschile
Todd Woodbridge /  Mark Woodforde hanno battuto in finale  Jacco Eltingh /  Daniel Nestor con il punteggio di 6–3, 7–5.

### Doppio femminile
Martina Hingis /  Helena Suková hanno battuto in finale  Katrina Adams /  Meredith McGrath con il punteggio di 6–1, 6–2.